# Bréhain
Bréhain là một xã trong vùng Grand Est, thuộc tỉnh Moselle, quận Château-Salins, tổng Delme. Tọa độ địa lý của xã là 48° 54' vĩ độ bắc, 06° 32' kinh độ đông. Bréhain nằm trên độ cao trung bình là 250 mét trên mực nước biển, có điểm thấp nhất là 244 mét và điểm cao nhất là 314 mét. Xã có diện tích 3,59 km², dân số vào thời điểm 1999 là 75 người; mật độ dân số là 20 người/km². Xã thuộc Pháp từ năm 1661.

## Thông tin nhân khẩu
| 1962 | 1968 | 1975 | 1982 | 1990 | 1999 |
| ---- | ---- | ---- | ---- | ---- | ---- |
| 101  | 101  | 106  | 80   | 72   | 75   |